# Dongen

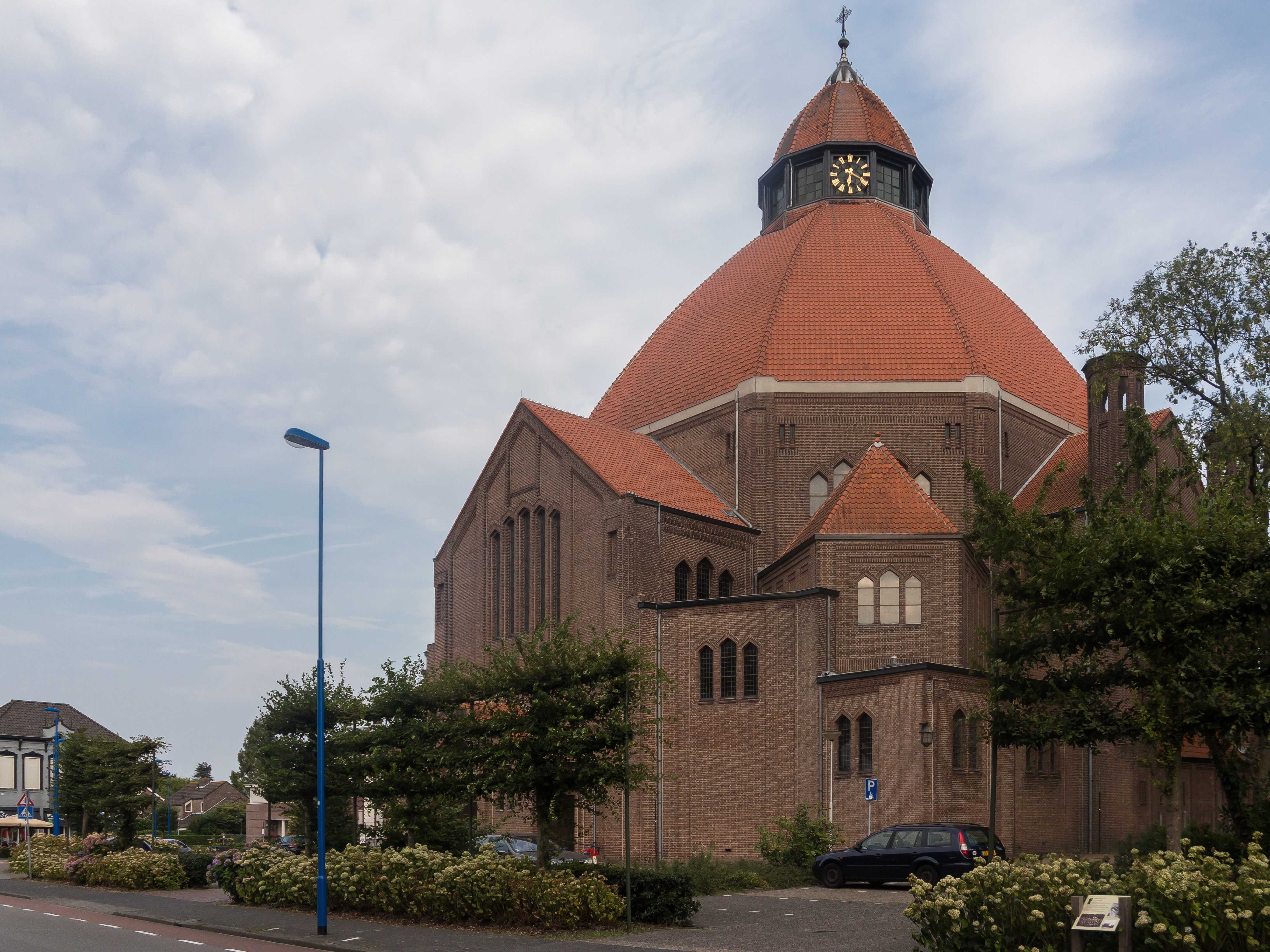
Dongen, église : de Sint-Laurentiuskerk

(Pour le peintre, voir: Kees van Dongen)
Dongen est une commune et un village des Pays-Bas de la province du Brabant-Septentrional.

## Localités
- Dongen
- 's Gravenmoer
- Klein-Dongen
- Dongen-Vaart